# Aeroportul Orenburg Tsentralny
Aeroportul Orenburg Tsentralny (IATA: REN, ICAO: UWOO) este un aeroport din Orenburg, Orenburg⁠(d), Regiunea Orenburg, Rusia ce deservește zona Orenburg. Aeroportul a fost tranzitat în 2021 de 993.574 de pasageri. A fost deschis în 1932 și numit după Iuri Gagarin.
Situat la o altitudine de 118 m, aeroportul dispune de 1 pistă. Este operat de Orenair⁠(d).

## Infrastructură

### Piste
Aeroportul dispune de o singură pistă. Pista 08/26 are suprafața de asfalt și dimensiunile 2.500 m × 42 m. 